# Podarcis
Podarcis é um género de répteis escamados pertencente à família Lacertidae.

## Espécies e subespécies
- Podarcis bocagei
- Podarcis carbonelli
- Podarcis dugesii
- Podarcis erhardii
- Podarcis filfolensis
- Podarcis gaigeae
- Podarcis hispanica
- Podarcis lilfordi
  - Podarcis lilfordi rodriquezi † (lagarto-da-ilha-de-ratas)
- Podarcis liolepis
- Podarcis melisellensis
- Podarcis milensis
  - Podarcis milensis milensis
  - Podarcis milensis gerakuniae
  - Podarcis milensis schweizeri
- Podarcis muralis
- Podarcis peloponnesiaca
- Podarcis perspicillata
- Podarcis pityusensis
- Podarcis raffonei
- Podarcis sicula
  - Podarcis sicula sanctistephani †
- Podarcis taurica
  - Podarcis taurica taurica
  - Podarcis taurica gaigeae
  - Podarcis taurica ionica
  - Podarcis taurica thasopulae
- Podarcis tiliguerta
  - Podarcis tiliguerta tiliguerta
  - Podarcis tiliguerta toro
- Podarcis vaucheri
- Podarcis wagleriana
  - Podarcis wagleriana wagleriana
  - Podarcis wagleriana antoninoi
  - Podarcis wagleriana marettimensis